# Quizquiz

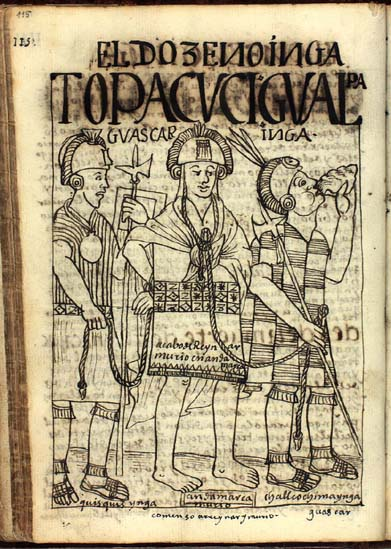
Quizquiz, links neben dem festgenommenen Huáscar (1532)

Quizquiz, auch Quisquis (Quechua: Kiskis) († 1535), war einer der drei Generäle des Inkaherrschers Atahualpa.

## Leben
Quizquiz war nach Chalcuchímac und neben Rumiñahui ein Hauptheerführer Atahualpas. Er war es, der im April 1532 den letzten legitimen Inka, Huáscar, an den Ufern des Apurímac in der Entscheidungsschlacht bei Chontacaxas für Atahualpa gefangen nahm. Im Anschluss nahm er die Hauptstadt Cusco ein, ließ dort einen Großteil des inkaischen Adels töten und übernahm die Statthalterschaft über die Stadt. Dort verfügte er nur über ein relativ kleines Truppenkontingent, lediglich um die Stadt zu verteidigen.
Zeitgleich mit Quizquiz’ Sieg über Huáscar war ein Trupp Spanier unter Francisco Pizarro an der Küste gelandet. Im November nahm Pizarro Atahualpa im Handstreich gefangen und ließ ihn Monate später töten. Im September 1533 zog er weiter nach Süden, um Cusco einzunehmen. Quizquiz versuchte, den Vormarsch der Spanier militärisch aufzuhalten, scheiterte aber bei Vilcaconga, woraufhin er seine eigenen Kräfte mit den Truppen des (von den Spaniern gefangenen und später hingerichteten) Chalcuchímac vereinigte und sich nach Cusco zurückzog. Nach weiteren Gefechten mit den Spaniern gab er am 15. November 1533 die Hauptstadt auf und ermöglichte so Pizarro einen triumphalen Einmarsch in die Stadt.
Quizquiz versuchte, die Stadt Jauja einzunehmen, wo die Spanier eine kleine Garnison eingerichtet hatten, scheiterte aber, weil die einheimischen Huanca die Spanier unterstützten. Noch einmal kam es 1534 bei Maraycalla zur Schlacht, wobei ihm die Konquistadoren, unterstützt durch Manco, den sie als neuen Inka-Herrscher eingesetzt hatten, eine deutliche Niederlage zufügten.
Quizquiz zog sich aus dem Süden zurück, um den Kampf gegen die Spanier von Norden aus zu führen. Als sich seine Truppen nach monatelangem Marsch dem heimatlichen Quito näherten, mussten sie feststellen, dass die Spanier unter Sebastián de Belalcázar Quito eingenommen hatten. Die Soldaten waren demoralisiert und kampfesmüde, aber Quizquiz weigerte sich, aufzugeben. Daraufhin wurde er von meuternden Offizieren erschlagen.